# La Salle-Prunet
La Salle-Prunet là một xã ở tỉnh Lozère trong vùng Occitanie, phía nam nước Pháp.